# Zeche Siebenplaneten Erbstolln
Die Zeche Siebenplaneten Erbstolln ist ein ehemaliges Steinkohlenbergwerk auf dem Gebiet von Kley und Bochum-Somborn. Das Bergwerk war auch unter den Namen Zeche Siebenplaneten Stolln und Zeche Sieben Planeten Stolln bekannt. Trotz des Namens handelte es sich bei dem Bergwerk anfangs nicht um einen Erbstollen, sondern nur um eine kleine Stollenzeche. Erst wesentlich später wurde auch das Erbstollenrecht verliehen.

## Geschichte

### Die Anfänge
Im Jahr 1733 wurde der Stollen angelegt. Das Stollenmundloch befand sich zwischen Kley und Somborn. Es wurde am Schmechtingsbach bei einer Teufe von (+105 m NN) angelegt, anschließend wurde der Stollen in südlicher Richtung aufgefahren. Während der Auffahrung wurde auch in geringem Umfang Kohle gefördert. Der Stollen wurde auf eine Gesamtlänge von 730 Lachter aufgefahren, anschließend wurde das Bergwerk vermutlich in Fristen gelegt. Im Jahr 1767 wurde eine erneute Mutung eingelegt. Im Jahr 1783 wurde die Stollenzeche wieder in Betrieb genommen. Am 12. November des Jahres 1790 wurde das Bergwerk vermessen. Am 30. Dezember desselben Jahres erfolgte die bergbehördliche Abgrenzung des Bergwerks gegenüber der Zeche Steinbergerbank. Ab dem Jahr 1796 war das Bergwerk dann für mehrere Jahre in Betrieb.

### Die weiteren Jahre
Am 5. Mai des Jahres 1801 erfolgte eine erneute Vermessung des Bergwerks. Im Anschluss daran erfolgte die bergbehördliche Abgrenzung des Bergwerks gegenüber der Zeche Stephansbank. Im Jahr 1805 wurde der Stollen weiter in südlicher Richtung aufgefahren. Im Jahr 1810 wurde im Bereich von Schacht Hoffmann abgebaut. Im Jahr 1815 wurde der Stollen weiter aufgefahren, der Abbau fand im Bereich von Schacht Siegfried statt. Im Jahr 1820 waren der Schacht Hoffnung, der Schacht Georg und der Schacht Paul in Betrieb. Im Jahr 1822 wurde bei den Teufarbeiten für einen neuen Schacht das Deckgebirge, das zum Teil aus Mergel bestand, durchstoßen. Im Jahr 1825 wurde eine Strecke unterhalb der Mergeldecke aufgefahren. In diesem Jahr war der Schacht Müller in Förderung. Im Jahr 1827 erreichte der Stollen eine Länge von 638 Lachtern. In diesem Jahr wurden die Längenfelder Friedrich und Siebenplaneten verliehen. Außerdem wurde im selben Jahr die Erbstollengerechtigkeit für den Stollen verliehen.

### Die letzten Jahre
In den Jahren 1830 bis 1835 war der Schacht Christian in Betrieb. Ab Februar des Jahres 1835 wurde das Bergwerk für mehrere Jahre in Fristen gelegt. Ab September des Jahres 1840 wurde das Bergwerk wieder in Betrieb genommen. Das Bergwerk hatte zu diesem Zeitpunkt bereits mehrere Stollenschächte und mehrere Wetterschächte. Zum Ende des darauffolgenden Jahres wurde das Bergwerk stillgelegt. Im Jahr 1845 wurde der Erbstollen wieder weiter aufgefahren. Am 23. März des Jahres 1848 wurde das Längenfeld Siebenplaneten-Fortsetzung verliehen. Ab März des darauffolgenden Jahres wurde die weitere Auffahrung des Erbstollens eingestellt. Ab diesem Zeitpunkt lag das ganze Bergwerk still. Im Jahr 1852 wurden die beiden Eisensteinfelder Neue Welt und Hoffnung verliehen. Im Jahr 1857 konsolidierte die Zeche Siebenplaneten Erbstolln mit weiteren Bergwerken und Grubenfeldern zur Zeche Siebenplaneten.

## Förderung und Belegschaft
Die ersten Förderzahlen stammen aus dem Jahr 1830, es wurden 16.009 Scheffel Steinkohle gefördert. Im Jahr 1835 wurden 1248 Scheffel Steinkohle gefördert. Im Jahr 1840 lag die Förderung bei 1385 ¼ preußischen Tonnen Steinkohle. Im Jahr darauf stieg die Förderung auf 3709 ⅞ preußische Tonnen Steinkohle. Aus dem Jahr 1845 stammen die ersten bekannten Belegschaftszahlen, in dem Jahr waren zwei Bergleute auf dem Bergwerk beschäftigt. Dies sind auch die letzten bekannten Zahlen des Bergwerks.